# Jean-Claude Pecker
Jean-Claude Pecker (Reims, 10 de maio de 1923 - 20 de fevereiro de 2020) foi um astrofísico francês.
Professor honorário no Collège de France (Cátedra de Astrofísica teórica), membro da Académie des Sciences e ferrenho adversário da teoria do big bang.

## Biografia
Nasceu em 10 de maio de 1923 em Reims (França), e cursou o secundário em Bordeaux, cidade onde estava quando eclodiu a Segunda Guerra Mundial. Entrou para a Resistência e, por conseguinte, na clandestinidade.
Quando terminou a guerra, Pecker ingressou na prestigiosa École Normale Supérieure, onde, em 1945, cursou as aulas de Alfred Kastler. No ano seguinte, obteve a Agregação de física e, em 1950, passou o doutorado com a tese: Contribution à la théorie du type spectral 2 – les moments nucléaires.
Após três anos de ensino em Clermont-Ferrand, tornou-se astrônomo do Observatório de Paris e, em 1962, foi nomeado diretor do Observatório de Nice.
Eis um resumo da carreira cientifica posterior:
De 1963 a 1988 foi professor do Collège de France. Ao mesmo tempo, de 1972 a 1978, ele exercia o cargo de diretor do Institut d’Astrophysique do CNRS (Paris) e de vice-presidente da Comissão Nacional francesa para a Unesco. De 1973 a 1976 foi também presidente da Société astronomique de France.
De 1999 a 2001, foi presidente da Associação Francesa de Informação Científica, associação que visa “promover a ciência” e “alertar contra as pseudociências”.
Em 2005, recebeu l’International Humanist Award da União Internacional Ética e Humanista (International Humanist and Ethical Union).

## Carreira
Autor de inúmeros artigos destinados aos círculos científicos, Jean-Claude Pecker publicou também livros de vulgarização, de poesia e de arte. Até sua morte em 2020, ele se consagrou ao combate das “falsas ciências” como a astrologia. 
Em astrofísica, seus principais trabalhos são relativos à atmosfera das estrelas e a troca de energia entre o Sol e a Terra.
De 1950 até a sua morte contestava o modelo clássico do big bang, ao qual ele propõe várias “soluções alternativas, mas parciais”. 
Foi um dos 33 astrofísicos signatários da carta aberta à comunidade científica, onde se queixam do boicote exercido pelos partidários da teoria clássica do big bang e da expansão do universo sobre a pesquisa. Todas as hipóteses contrarias, como a do “fóton cansado”, são completamente ignoradas.
Os livros de vulgarizaçao cientifica de Jean-Claude Pecker foram traduzidos em diversas línguas.

## Morte
Morreu no dia 20 de fevereiro de 2020, aos 96 anos.

## Obras
- Le Ciel Ed.Delpire et Hermann, paris, 1959, 1972.
- L'Astronomie au jour le jour (com Paul Couderc e Evry Schatzman) Gauthier Villars, Paris 1954.
- Astrophysique générale (com Evry Schatzman), Masson, 1959.
- Astronomie expérimentale PUF, Paris 1969.
- Laboratoires spatiaux, PUF, Paris, 1969.
- L'Astronomie nouvelle (editor), Hachette, Paris, 1971.
- Papa, dis-moi, l'astronomie qu'est-ce que c'est ? Ophrys 1971 - Palais de la Découverte, Paris, 1981. Livro republicado em janeiro de 2022 pela Z4 Editions.[4]
- Clés pour l'Astronomie  Seghers, Paris, 1981.
- Sous l'Étoile Soleil, Fayard, Paris, 1984.
- Astronomie Flammarion (editor), Flammarion, Paris, 1986.
- Pour comprendre l'Univers (com Delsemme e Hubert Reeves), Flammarion, Paris, 1990.
- L'avenir du Soleil, Hachette, Paris, 1990.
- Le Promeneur du Ciel, Stock, Paris, 1992.
- Le Soleil est une étoile Explora-CSI, Paris, 1992.
- Understanding the Heavens, Springer, Paris, 2001.
- Prefácio do livro de Arkan Simaan La science au péril de sa vie, Vuibert/Adapt, Paris, 2001.
- L'univers exploré peu à peu expliqué, Odile Jacob, Paris, 2004.
- La photographie astronomique, Delpire-Presse, Pocket, Paris, 2004.
- Prefácio do livro de Arkan Simaan, L'Image du monde de Newton à Einstein, Vuibert/Adapt, 2005.
- Current Issues in Cosmology (editor com Jayant Narlikar), Ed. Cambridge University Press, Cambridge, UK & New York ; 2006
- Lalande - Correspondance I et II éd. Vrin à paraitre 2007